# Burbage
Burbage es una parroquia civil situada en la autoridad unitaria de Wiltshire, Inglaterra (Reino Unido). Según el censo de 2021, tiene una población de 1900 habitantes.
Está ubicada al este de la región del Sudoeste de Inglaterra, cerca de la frontera con la región del Sudeste de Inglaterra, de la ciudad de Trowbridge y de los restos arqueológicos de Stonehenge y Avebury.